# Франциско, Джосефа
Джозефа «Джиджи» Франциско (исп. Josefa "Gigi" Francisco; 1954 — 22 июля 2015) — филиппинская сторонница гендерного равенства и прав женщин. Она участвовала во многих программах по сокращению неравенства и проводила исследования по многим аспектам равенства женщин и прав женщин. Она тесно сотрудничала с ООН по различным проектам.

## Карьера
Посредством преподавания и написания она представила молодому поколению технический опыт, видение и социальные движения. Она была членом ISIS International с 1998 по 2002 год. Организация работает по правам женщин на международном уровне. Позже она присоединилась к Институту женщин и полов (WAGI) в качестве исполнительного директора организации. Организация проводит различные онлайн-курсы по правам женщин с 3 лет. Она была членом Организации по альтернативам развития для женщин в новую эру, сокращенно DAWN. Организация работает, чтобы распространить женские голоса и перспективы из глобального южного региона в мире. Она работала в качестве глобального координатора организации. Под руководством Джозефи Организация Объединенных Наций и РАССВЕТ работали вместе в Азиатско-Тихоокеанском регионе. Работа между ними была опубликована в журнале «Будущее, которого хотят женщины в Азиатско-Тихоокеанском регионе» в 2015 году.
Она работала начальником отдела Департамента международных отношений в колледже Мириам, работая над продвижением женского лидерства. Она провела важные исследования в области бедности, пола, развития и феминистского движения.